# Diocèse de Groningue-Leeuwarden
Le diocèse de Groningue-Leeuwarden (en latin : dioecesis Groningensis-Leovardiensis ; en néerlandais : bisdom Groningen-Leeuwarden) est une Église particulière de l'Église catholique aux Pays-Bas.
Il est suffragant de l'archidiocèse d'Utrecht. Il a été constitué en 12 mai 1559 et l'on comptait en 2004 près de 120 000 baptisés pour 1 700 000 habitants.
Sa cathédrale est depuis 1981 la cathédrale Saint-Joseph de Groningue.

## Territoire
Le diocèse de Groningue-Leeuwarden couvre les trois provinces civiles de Drenthe, de Groningue et de Frise ainsi que le Noordoostpolder, la partie septentrionale de la province civile du Flevoland.
Il compte quatre-vingt-quatre paroisses.

## Histoire
Le 12 mai 1559, dans le cadre de la réorganisation religieuse des Pays-Bas espagnols, Groningue devint le siège d'un évêché suffragant d'Utrecht. Le territoire du nouveau diocèse avait relevé précédemment des diocèses d'Utrecht et de Münster. Il n'était pas aussi étendu que le diocèse actuel : la Frise formait alors un diocèse autonome, le diocèse de Leeuwarden.
En 1580, à cause de la Réforme, le diocèse de Groningue fut supprimé. L'Église créa en 1592 le vicariat apostolique de Batavia (Mission de Hollande). En 1853, le nouvel archidiocèse d'Utrecht recouvrit toute la région.
Par la constitution apostolique Dioecesium immutationes du 16 juillet 1955, le pape Pie XII rétablit le diocèse de Groningue pour les provinces civiles de Drenthe, de Groningue et de Frise.
Sous le pontificat de Benoît XVI, par le décret Multum conferre potest du 26 novembre 2005, la Congrégation pour les évêques change le nom du diocèse en diocèse de Groningue-Leeuwarden.

## Ordinaires
- Johan Knĳf, O.F.M.Obs. † (8 août 1561 - 1er octobre 1578 décédé)
  - Jan van Bruhesen † (? - 1592 nommé archevêque d'Utrecht) (évêque élu)
  - Arnouldus Nĳlen † (avant 1594 - 7 mars 1603 décédé) (évêque élu)
  - Siège supprimé (1603-1955)
- Pieter Antoon Nierman † (10 mars 1956 - 21 mai 1969)
- Johann Bernard Wilhelm Maria Möller † (21 mai 1969 - 26 avril 1999 décédé)
- Willem Jacobus Eijk (17 juillet 1999 - 11 décembre 2007 nommé archevêque d'Utrecht)
- Gerard Johannes Nicolaus de Korte (18 juin 2008 - 5 mars 2016 nommé évêque de Bois-le-Duc)
- Cornelius Franciscus Maria van den Hout (1er avril 2017- 21 juin 2024 nommé évêque du Diocèse de Ruremonde)
- Ronald Gerhardus Wilhelmus Cornelissen depuis le 7 juillet 2025

## Situation actuelle
Le diocèse, dont les habitants sont à majorité protestants, athées ou musulmans, connaît une chute brutale de la pratique catholique à partir des années 1970 et un effondrement des vocations. Il n'y a plus en 2007 que vingt-six prêtres en activité à plein temps sur une quarantaine de prêtres dont beaucoup malgré leur âge avancé continuent à exercer à temps partiel. Le diocèse dispose de quatre-vingt-neuf églises pour quatre-vingt-trois paroisses et de vingt-huit « travailleurs paroissiaux » ou diacres, car les prêtres doivent s'occuper souvent de plusieurs églises. Une grande réorganisation des paroisses avec des regroupements a lieu en 2006. Il n'y a plus de doyenné. La plupart des paroisses ont connu un effondrement de la pratique de 80 % en une vingtaine d'années.
Le 26 novembre 2011 le diocèse est organisé en 81 paroisses dans 19 « grandes paroisses ». En 2008, le nombre de baptisés catholiques baisse à 109 000 fidèles représentant 6,1 % de la population totale. Les statistiques diocésaines chiffrent à 7 120 personnes le nombre de pratiquants réguliers, soit 0,4 % de la population totale. Cependant le nombre de pratiquants est en légère augmentation depuis quelques années.